# Minimoog
Minimoog – elektroniczny instrument muzyczny z grupy syntezatorów, produkowany od 1970 przez firmę Moog Music inc.. Wyposażony jest w 44-klawiszową klawiaturę, trzy generatory drgań, generator szumu, filtr, wzmacniacz oraz dwa generatory obwiedni. Przystosowany jest do generowania jednego głosu, którego parametry można regulować analogowymi potencjometrami i przełącznikami dostępnymi na panelu sterowniczym.
Używany był w muzyce popularnej i awangardowej. We wczesnych latach 80. XX wieku wykorzystywał go Jan Hammer nagrywając i koncertując z The Mahavishnu Orchestra Johna McLaughlina, nieco później – amerykański raper Dr. Dre.
Minimoog jest emulowany komputerowo jako instrument wirtualny.